# Merk
Pour les articles homonymes, voir Merck KGaA.

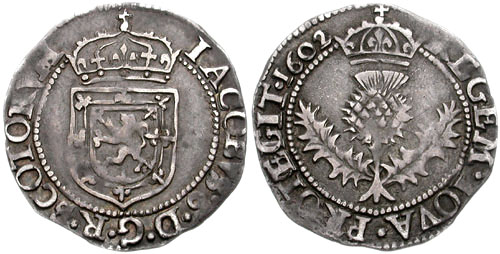
1/4 de merk aux armes de Jacques VI Stuart datant de 1602 et pesant 1,8 g.

Un merk était une pièce d'argent écossaise. Le nom a la même origine que le marc d'argent, en référence à l'unité de masse monétaire. Le merk fut en circulation à la fin du XVIe et au XVIIe siècle.
Sa contrevaleur en pund scots était équivalente à 13 shillings et 4 pences (les deux-tiers), soit environ 1 shilling de livre sterling.
La première émission d'1 merk pesait 103,8 grains (soit 6,57 g) et était composée de 50 % d'argent et de 50 % des métaux de base. 
On connaît des pièces de 1, de 1/2 (appelée noble) et de 1/4 de merk ainsi qu'une pièce de 4 merks.
« Markland » ou « Merkland » était un terme pour décrire une quantité de terres dans les actes écossais et des documents juridiques. Il était basé sur une évaluation commune de la terre.

## Source
- (en) Cet article est partiellement ou en totalité issu de l’article de Wikipédia en anglais intitulé « Merk (coin) » (voir la liste des auteurs).